# رنکنبرگه
رنکنبرگه (به آلمانی: Renkenberge) یک شهر در آلمان است که در امسلاند واقع شده‌است. رنکنبرگه ۶۸۷ نفر جمعیت دارد.